# Paulo António Alves
Paulão, właśc. Paulo António Alves (ur. 22 października 1969 w Luandzie, zm. 17 sierpnia 2021) – angolski piłkarz grający na pozycji pomocnika.

## Kariera klubowa
Swoją karierę piłkarską Paulão rozpoczął w klubie Primeiro de Maio z Bengueli. W 1989 roku zadebiutował w nim w pierwszej lidze angolskiej. W Primeiro de Maio grał do 1994 roku.
W 1994 roku Paulão wyjechał do Portugalii, a jego pierwszym klubem w tym kraju była Vitória Setúbal. W pierwszej lidze portugalskiej zadebiutował 23 października 1994 w zremisowanym 1:1 domowym meczu z SC Farense. W Vitórii spędził jeden sezon.
W 1995 roku Paulão przeszedł do Benfiki. W Benfice swój debiut zanotował 26 sierpnia 1995 w wygranym 1:0 wyjazdowym spotkaniu z FC Tirsense. W sezonie 1995/1996 zdobył z Benfiką Puchar Portugalii. W Benfice grał do końca sezonu 1996/1997.
Latem 1997 Paulão został zawodnikiem Académiki Coimbra. Swój debiut w niej zaliczył 23 sierpnia 1997 w wyjazdowym meczu z Vitórią Guimarães (0:1). W Académice występował przez sezon.
W 1998 roku Paulão podpisał kontrakt ze Sportingiem Espinho. Grał w nim do 2002 roku i wtedy też wrócił do ojczyzny. Do końca roku występował w Petro Atlético, z którym zdobył Puchar i Superpuchar Angoli. W latach 2003–2004 był piłkarzem AS Aviação, w którym zakończył swoją karierę. Z Aviação wywalczył dwa mistrzostwa Angoli (2003, 2004) i dwa superpuchary kraju (2003, 2004).
| Sezon   | Klub              | Kraj       | Rozgrywki     | Mecze | Bramki |
| ------- | ----------------- | ---------- | ------------- | ----- | ------ |
| 1989    | Primeiro de Maio  | Angola     | Girabola      | ?     | ?      |
| 1990    | Primeiro de Maio  | Angola     | Girabola      | ?     | ?      |
| 1991    | Primeiro de Maio  | Angola     | Girabola      | ?     | ?      |
| 1992    | Primeiro de Maio  | Angola     | Girabola      | ?     | ?      |
| 1993    | Primeiro de Maio  | Angola     | Girabola      | ?     | ?      |
| 1994    | Primeiro de Maio  | Angola     | Girabola      | ?     | ?      |
| 1994/95 | Vitória Setúbal   | Portugalia | Primeira Liga | 11    | 1      |
| 1995/96 | SL Benfica        | Portugalia | Primeira Liga | 18    | 3      |
| 1996/97 | SL Benfica        | Portugalia | Primeira Liga | 5     | 0      |
| 1997/98 | Académica Coimbra | Portugalia | Primeira Liga | 13    | 3      |
| 1998/99 | Sporting Espinho  | Portugalia | Segunda Liga  | 14    | 5      |
| 1999/00 | Sporting Espinho  | Portugalia | Segunda Liga  | 27    | 6      |
| 2000/01 | Sporting Espinho  | Portugalia | Segunda Liga  | 25    | 4      |
| 2001/02 | Sporting Espinho  | Portugalia | Segunda Liga  | 26    | 6      |
| 2002    | Petro Atlético    | Angola     | Girabola      | ?     | ?      |
| 2003    | ASA Luanda        | Angola     | Girabola      | ?     | ?      |
| 2004    | ASA Luanda        | Angola     | Girabola      | ?     | ?      |

## Kariera reprezentacyjna
W reprezentacji Angoli Paulão zadebiutował w 1989 roku. W 1996 roku rozegrał trzy mecze w Pucharze Narodów Afryki 1996: z Egiptem (1:2), z Południową Afryką (0:1) i z Kamerunem (3:3), w którym zdobył gola.
W 1998 roku Paulão został powołany do kadry Angoli na Puchar Narodów Afryki 1998. Rozegrał na nim dwa mecze: z Południową Afryką (0:0), z Namibią (3:3) i z Wybrzeżem Kości Słoniowej (2:5). W kadrze narodowej grał do 2001 roku.